# Tezze sul Brenta
Tezze sul Brenta é uma comuna italiana da região do Vêneto, província de Vicenza, com cerca de 10.404 habitantes. Estende-se por uma área de 18 km², tendo uma densidade populacional de 578 hab/km². Faz fronteira com comunilimitrofi = Cartigliano, Cittadella, Pozzoleone, Rosà, Rossano Veneto.

## Demografia
| Variação demográfica do município entre 1861 e 2011                               |
|                                                                                   |
| Fonte: Istituto Nazionale di Statistica (ISTAT) - Elaboração gráfica da Wikipedia |